# 1919 en Bretagne
 Chronologie de la Bretagne
- 1915
- 1916
- 1917
- 1918
- 1919
- 1920
- 1921
- 1922
- 1923

Cette page recense des événements qui se sont produits durant l'année 1919 en Bretagne.

## Société

### Faits sociétaux
La Bretagne se reconstruit socialement, faisant face aux pertes humaines (entre 130 000 et 150 000 morts au « Champ d'honneur ») et au retour des Poilus, une partie étant aussi en attente de sa démobilisation.
- 3 février : Le général Pershing rend visite aux troupes américaines stationnées à Nantes[2].

### Naissance
- 22 septembre à Brest : Martial Gergotich (décédé le 20 août 1997 à Brest), footballeur et entraîneur français.

- 3 novembre : Jef Le Penven, compositeur et organiste. Il est notamment l'auteur de Me zo ganet e kreiz ar mor sur un poème de Jean-Pierre Calloc'h[2].

### Décès
- 6 janvier : Jacques Vaché, écrivain[2].
- 21 mai : Victor Ségalen, écrivain[2].

## Économie
- La société du Sud-Finistère électrique voit le jour.
- Hervé Budes de Guébriant est nommé président de l'Office Central Agricole de Landerneau (qui deviendra Triskalia, Groupama et Crédit mutuel de Bretagne) jusqu'en 1941[2].

## Culture

### Littérature
- Juin-août : Publication dans Le Journal de L’Île aux trente cercueils de Maurice Leblanc[2].

### Médias
- Janvier : Premier numéro de la revue Breiz Atao, sous l'impulsion de Mordrel[3].